# Subida (aviação)

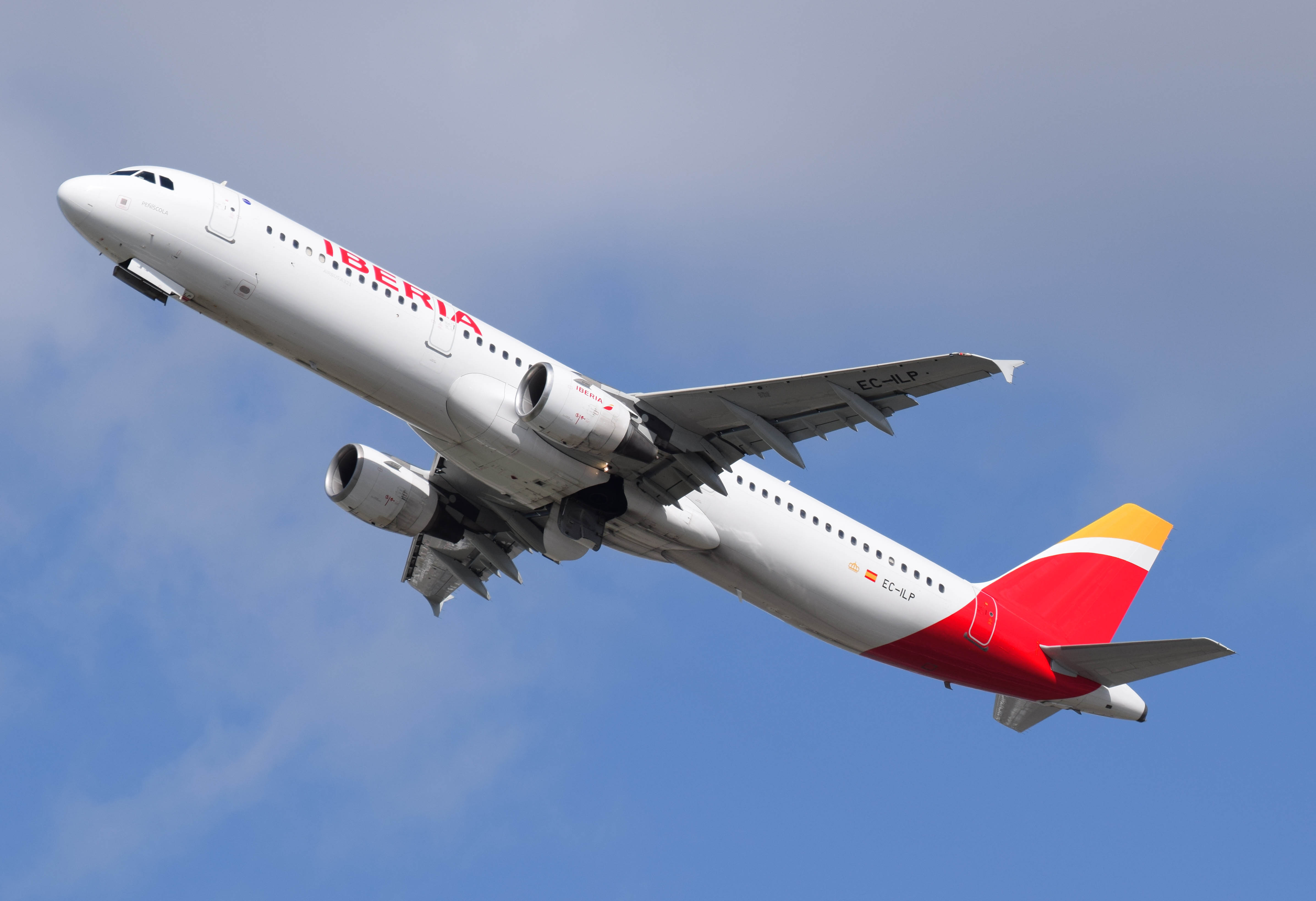
Um Airbus A321 da Iberia em subida após decolagem do Aeroporto de Londres-Heathrow

Na aviação, subida é a operação de aumentar a altitude de uma aeronave. É também a fase lógica do voo de um voo típico (a fase de subida ou ascensão) que segue logo após a decolagem e antecede a fase de cruzeiro. Durante a fase de subida ocorre o aumento da altitude para um nível pré-determinado.

## Operação de subida
Uma subida constante é possível ao utilizar o excesso de empuxo, a quantia de empuxo que excede o arrasto em uma aeronave.:§ 15.1 A aeronave irá subir constantemente até que o excesso de empuxo caia a zero.:§ 15.8 Isto pode ocorrer devido a uma ação deliberada do piloto no controle dos motores, ou uma resposta destes à densidade reduzida do ar a medida que a aeronave sobe.

## Fase de subida

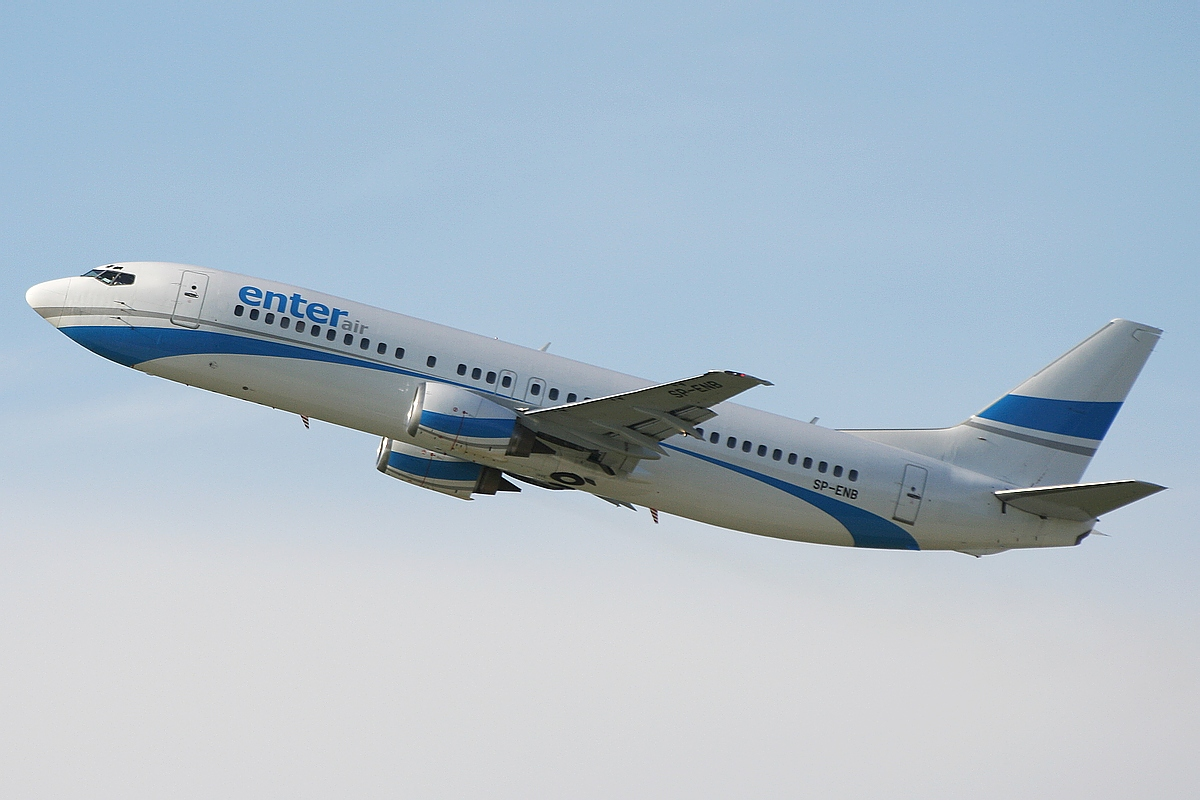
Um Boeing 737 em subida

A fase de subida, também conhecida por subida inicial é o período no qual a aeronave sobe para uma altitude de cruzeiro pré-determinada após a decolagem. A fase de subida inicia logo após a decolagem e precede a fase de cruzeiro. Apesar de uma única fase de subida ser comum, múltiplas fases de subida podem se alternar com a fase de cruzeiro, especialmente em voos muito longos nos quais a altitude é aumentada com a redução do peso do combustível a bordo da aeronave. Este procedimento é denominado step climb.
A medida que a subida avança, a razão de subida diminui pelo fato de o empuxo reduzir devido à densidade do ar também reduzida.
As aeronaves também sobem ao voar em uma zona de ar ascendente, mas uma vez que tais zonas são imprevisíveis e localizadas em locais normalmente inconvenientes e que a maioria das aeronaves não são adaptadas para este tipo de subida "passiva", apenas planadores utilizam-as com frequência.

## Subida "normal"

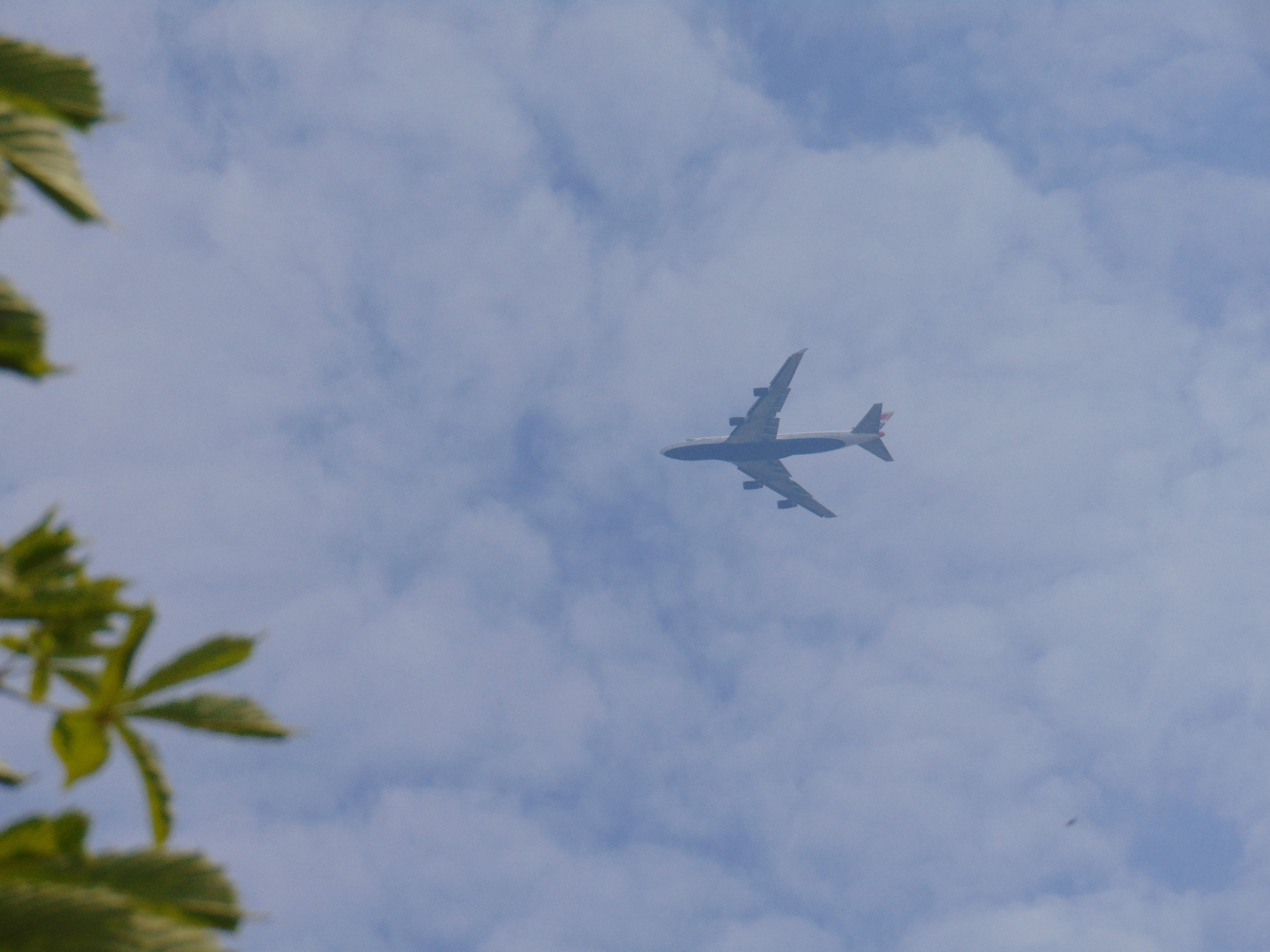
Um Boeing 747-400 da British Airways em subida após decolar do Aeroporto de Londres-Heathrow, visto a partir do Rio Tâmisa no Bray Lock.

Em algumas jurisdições e sob certas condições, as subidas "normais" são definidas por regulamentos ou procedimentos e utilizadas para desenvolver sistemas de rotas aeronáuticas, espaços aéreos e procedimentos IFR. Estas subidas normais são simplesmente razões de subida padronizadas e que podem ser cumpridas pela maior parte das aeronaves e na maior parte das condições, usando guias conservativos ao desenvolver os procedimentos ou estruturas que são uma função parcial de tais razões de subida. Por exemplo, uma subida normal de 20 metros por quilômetro (120 pés por milha náutica), pode ser assumida durante o desenvolvimento de um procedimento de navegação ou ao definir os limites do espaço aéreo em áreas terminais ao redor do aeroporto.